# Leichtathletik-Weltmeisterschaften 2011/Teilnehmer (Chile)
| Gelbes Symbol für Goldmedaillen mit stilisierten Olympischen Ringen | Graues Symbol für Silbermedaillen mit stilisierten Olympischen Ringen | Braundes Symbol für Bronzemedaillen mit stilisierten Olympischen Ringen |
| ------------------------------------------------------------------- | --------------------------------------------------------------------- | ----------------------------------------------------------------------- |
| —                                                                   | —                                                                     | —                                                                       |

Der chilenische Leichtathletik-Verband stellte bei den Leichtathletik-Weltmeisterschaften 2011 im koreanischen Daegu drei Teilnehmer.

## Ergebnisse

### Männer

#### Laufdisziplinen
| Athlet      | Disziplin   | Vorlauf | Vorlauf | Halbfinale | Halbfinale | Finale    | Finale |
| Athlet      | Disziplin   | Zeit    | Platz   | Zeit       | Platz      | Zeit      | Platz  |
| ----------- | ----------- | ------- | ------- | ---------- | ---------- | --------- | ------ |
| Yerko Araya | 20 km Gehen |         |         |            |            | 1:27:47 h | 32     |

### Frauen

#### Sprung/Wurf
| Athletin       | Disziplin   | Qualifikation | Qualifikation | Finale        | Finale        |
| Athletin       | Disziplin   | Weite/Höhe    | Platz         | Weite/Höhe    | Platz         |
| -------------- | ----------- | ------------- | ------------- | ------------- | ------------- |
| Natalia Duco   | Kugelstoßen | 17,42 m       | 20            | ausgeschieden | ausgeschieden |
| Karen Gallardo | Diskuswurf  | 53,69 m       | 24            | ausgeschieden | ausgeschieden |